# Халиско
Халиско (шп. Estado de Jalisco), држава је на западу Мексика. Основана је 23. децембра 1823.

## Географија
Ова држава излази на Тихи океан. Површина Халиска износи 78.588 km². Главни град је Гвадалахара.
На североистоку је држава Најарит, на северу су Закатекас, Агваскалијентес и Сан Луис Потоси. На истоку је Гванахуато, а Колима и Мичоакан на југу. 
Најзначајнија туристичка атракција Халиска је летовалиште Пуерто Ваљарта. У овој држави се налази и познати град Текила. У средишњем делу Халиска налази се највеће језеро Мексика, Чапала.

## Становништво
Према подацима са пописа становништва из 2010. године, у Халиску је живело 7.350.682 становника. До 2018. број становника је порастао на око 8.256.100.
| 1990.     | 1995.     | 2000.     | 2005.     | 2010.     |
| --------- | --------- | --------- | --------- | --------- |
| 5.302.689 | 5.991.176 | 6.322.002 | 6.752.113 | 7.350.682 |